# عبد الرحمن الأبنودي

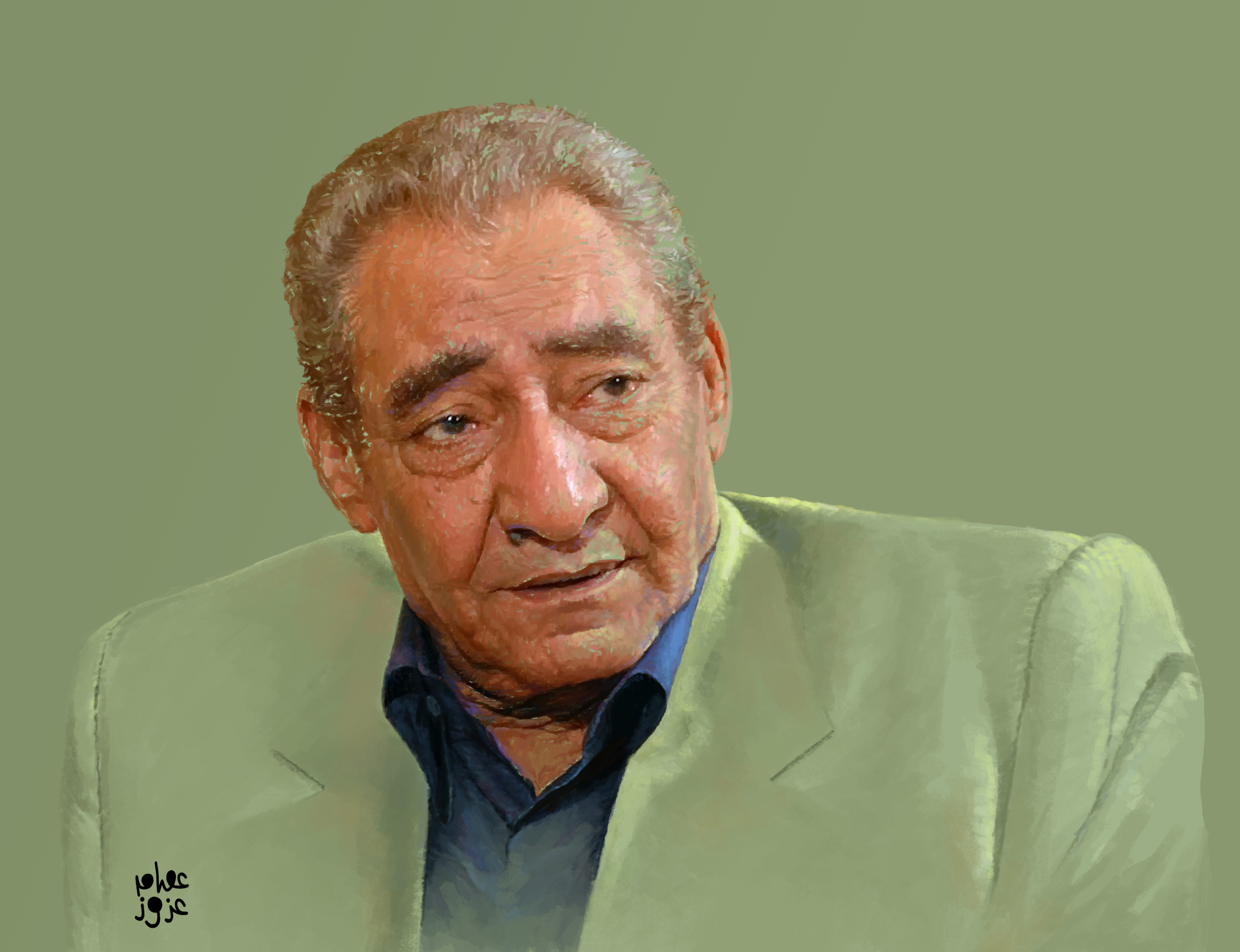
الخال عبد الرحمن الأبنودي.

عبد الرحمن الأبنودي (11 أبريل 1938 – 21 أبريل 2015)، شاعر مصري يعدّ من أشهر شعراء العامية في مصر.

## مولده ونشأته
ولد عام 1938 في قرية أبنود بمحافظة قنا في صعيد مصر، لأب كان يعمل مأذوناً شرعياً وهو الشيخ محمود الأبنودي، وانتقل إلى مدينة قنا وتحديداً في شارع بني على حيث استمع إلى أغاني السيرة الهلالية التي تأثّر بها. الشاعر عبد الرحمن الأبنودي متزوج من المذيعة المصرية نهال كمال وله منها ابنتان آية ونور.
من أشهر أعماله السيرة الهلالية التي جمعها من شعراء الصعيد ولم يؤلفها. ومن أشهر كتبه كتاب (أيامي الحلوة) والذي نشره في حلقات منفصلة في ملحق أيامنا الحلوة بجريدة الأهرام تم جمعها في هذا الكتاب بأجزائه الثلاثة، وفيه يحكي الأبنودي قصصاً وأحداثاً مختلفة من حياته في صعيد مصر.
صدر مؤخرًا عن دار «المصري» للنشر والتوزيع، كتاب «الخال» للكاتب الصحفي محمد توفيق، يتناول فيه سيرة الشاعر عبد الرحمن الأبنودي الذاتية. يرصد الكتاب قصص الأبنودي الآسرة، وتجاربه المليئة بالمفارقات والعداءات والنجاحات والمواقف.
في مقدمة كتابه، يقول توفيق: «هذا هو الخال كما عرفته.. مزيج بين الصراحة الشديدة والغموض الجميل، بين الفن والفلسفة، بين غاية التعقيد وقمة البساطة، بين مكر الفلاح وشهامة الصعيدي، بين ثقافة المفكرين وطيبة البسطاء.. هو السهل الممتنع، الذي ظن البعض - وبعض الظن إثم - أن تقليده سهل وتكراره ممكن».

## دواوينه الشعرية
1. الأرض والعيال (1964 - 1975 - 1985).
2. الزحمة (1967 - 1976 - 1985).
3. عماليات (1968).
4. جوابات حراجي القط (1969 - 1977 - 1985).
5. الفصول (1970 - 1985).
6. أحمد سماعين (1972 - 1985).
7. انا والناس (1973)
8. بعد التحية والسلام (1975).
9. وجوه على الشط (1975 - 1978) قصيدة طويلة.
10. صمت الجرس (1975 - 1985).
11. المشروع والممنوع (1979 - 1985).
12. المد والجزر (1981) قصيدة طويلة.
13. الأحزان العادية (1981) ديوان مكتوب دراسة (محمد القدوسي).
14. السيرة الهلالية (1978) دراسة مترجمة.
15. الموت على الأسفلت (1988 - 1995) قصيدة طويلة.
16. سيرة بني هلال الجزء الأول (1988).
17. سيرة بني هلال الجزء الثاني (1988).
18. سيرة بني هلال الجزء الثالث (1988).
19. سيرة بني هلال الجزء الرابع (1991).
20. سيرة بني هلال الجزء الخامس (1991).
21. الاستعمار العربي (1991 - 1992) قصيدة طويلة.
22. المختارات الجزء الأول (1994 - 1995).

## أعماله المغناة وكتاباته للسينما
كتب الأبنودي العديد من الأغاني، من أشهرها:
- عبد الحليم حافظ: عدى النهار، المسيح، أحلف بسماها وبترابها، إبنك يقول لك يا بطل، أنا كل ما أقول التوبة، أحضان الحبايب، اضرب اضرب، إنذار، بالدم، بركان الغضب، راية العرب، الفنارة، يا بلدنا لا تنامي، صباح الخير يا سينا، الهوا هوايا وغيرها
- محمد رشدي: تحت الشجر يا وهيبة، عدوية، وسع للنور، عرباوي
- فايزة أحمد: يمّا يا هوايا يمّا، مال علي مال، قاعد معاي
- نجاة الصغيرة:[2][3]  عيون القلب، قصص الحب الجميلة
- شادية: آه يا اسمراني اللون، قالي الوداع، أغاني فيلم شيء من الخوف
- صباح: ساعات ساعات
- وردة الجزائرية: طبعًا أحباب، قبل النهاردة
- محمد قنديل: شباكين على النيل عنيكي
- ماجدة الرومي: جايي من بيروت، بهواكي يا مصر
- محمد منير: شوكولاتة، كل الحاجات بتفكرني، من حبك مش بريء، برة الشبابيك، الليلة ديا، يونس، عزيزة، قلبي مايشبهنيش، يا حمام، يا رمان
- نجاح سلام: شيء من الغضب.
- مروان خوري: دواير.

كما كتب أغاني العديد من المسلسلات مثل «النديم»، و (ذئاب الجبل) وغيرها وكتب حوار وأغاني فيلم شيء من الخوف، وحوار فيلم الطوق والإسورة وكتب أغاني فيلم البريء وقد قام بدوره في مسلسل العندليب حكاية شعب الفنان محمود البزاوي. شارك الدكتور يحيى عزمي في كتابة السناريو والحوار لفيلم الطوق والأسورة عن قصة قصيرة للكاتب يحيى الطاهر عبد الله.

## وفاته
توفي عصر يوم الثلاثاء الموافق 21 أبريل 2015.

## جوائز عبد الرحمن الأبنودي
حصل الأبنودي على جائزة الدولة التقديرية عام 2001، ليكون بذلك أول شاعر عامية مصري يفوز بجائزة الدولة التقديرية.
فوز الأبنودي بجائزة محمود درويش للإبداع العربي للعام 2014.

## روابط خارجية
- عبد الرحمن الأبنودي على موقع IMDb (الإنجليزية)
- عبد الرحمن الأبنودي على موقع الدهليز
- عبد الرحمن الأبنودي على موقع قاعدة بيانات الأفلام العربية
- مقال عن الاعمال الفنية للشاعر عبد الرحمن الابنودي

## روابط إضافية
- موقع عبد الرحمن الابنودي نسخة محفوظة 10 ديسمبر 2015 على موقع واي باك مشين.
- مقابلة وثائقية مع عبد الرحمن الأبنودي / قناة العربية
- صفحة عبد الرحمن الأبنودي على موقع أبجد
- صفحة اقتباسات عبد الرحمن الأبنودي على موقع أبجد
- فيديو لعبد الرحمن الابنودي
- حلقات يكتبها - محمد توفيق لعبد الرحمن الابنودي
- ديوان عبد الرحمن الأبنودي في بوابة الشعراء